# Toklas (krater)
Toklas är en nedslagskrater på planeten Venus. Toklas har fått sitt namn efter den amerikanska författaren Alice B. Toklas.
Kratern har en diameter på ungefär 17 km.